# Isla de los Perros (Londres)
La Isla de los Perros (Isle of Dogs) es una antigua isla en el este de Londres,  Reino Unido. Está conformada por un amplio meandro del río Támesis, estando rodeada por tres lados (este, sur y oeste) por su curso fluvial. Su único acceso terrestre es al norte a través  del muelle de los Docks. El área también es accesible  a través de los dos puentes que cruzan el este y el oeste de la entrada al muelle. Es parte del distrito londinense de Tower Hamlets y parte de los Docklands en Londres.

## Etimología
El nombre de Isla de los perros se registró por primera vez en 1588, pero ha estado en uso durante algunos años antes de que este. Algunos dicen que es otra versión del nombre la Isla de Patos. El nombre puede provenir de:
- La presencia de los ingenieros holandeses que ganaron tierras del río tras una desastrosa inundación;
- La presencia de horcas sobre las orillas enfrente a Greenwich;
- Una agricultor llamado Brache, una vieja palabra para un tipo de perro de caza;
- Más tarde, el rey Enrique VIII también mantiene sus siervos en el Parque de Greenwich. Una vez más se considera que sus perros de caza quizá fueron mantenidos en los edificios abandonados en la isla.
- Probablemente Canary proviene del latín “canis”, que significa “can”, como sucede con las Islas Canarias, así llamadas por los romanos por la abundancia de canes. González del Valle 271139

El origen del nombre sigue siendo un enigma.

## Distritos

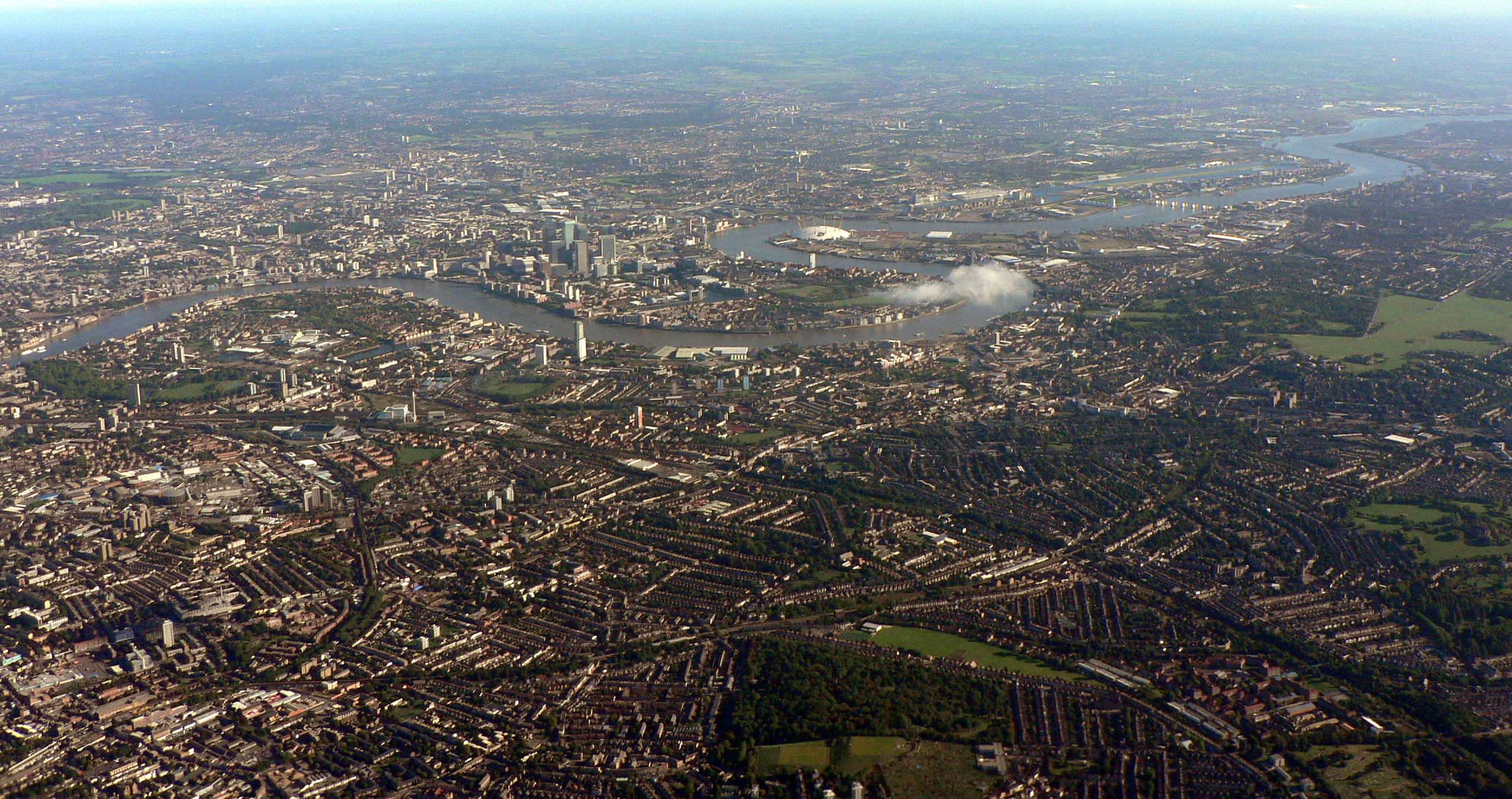
La Isla de los Perros al fondo a orillas del Támesis junto con un montón de rascacielos.

Toda la zona que una vez fue conocido simplemente como Stepney Marsh, el nombre de Isla de los Perros fue usado por primera vez en el Támesis en 1588, se refiere a una pequeña isla en el sudoeste de la península de Greenwich.
Después de la construcción de los Docks, y con un aumento de la población, cada vez más locales se transfieren a la zona de La Isla. Entre 1986 y 1992, se gozaba de una breve existencia formal, como el nombre de Isla de los perros se aplicó a uno de los siete barrios, a los cuales el poder fue devuelto de la Municipalidad. Esto dio lugar a la sustitución de gran parte de la calle de señalización en la zona, que sigue en vigor. El barrio fue afectado por un nuevo cambio de poder. Esta área incluye Millwall, Cubitt Town, y Blackwall. El sur de la isla, frente a Greenwich, que una vez fue conocida como Greenwich Norte, que ahora se aplica a la zona alrededor del Millennium Dome en la península de Greenwich.
Es el sitio de mayor concentración de viviendas en Inglaterra, pero ahora es más conocida como la ubicación de la prestigiosa Canary Wharf. Canada Square, también la One Canada Square, es el segundo edificio más alto en Gran Bretaña, con 244 metros de alto.

## Historia

### Orígenes
La isla de los perros se encuentra a cierta distancia río abajo en la ciudad de Londres. La zona era originalmente una región escasamente poblada, una zona pantanosa antes de su drenaje en el siglo XIII. Un catastrófico incumplimiento en un terraplén en la orilla del río se produjo en 1488, con lo que la zona regresó a su condición original de pantano. Esto fue hasta que los ingenieros holandeses realizaron con éxito un re-drenado en el siglo XVII.
El lado occidental de la isla era conocida como Marsh Wall, se convirtió en el distrito conocido como Millwall con la construcción de los muelles, y desde el número de molinos de viento construido a lo largo de la parte superior de los dique de defensa contra inundaciones.

## Docks

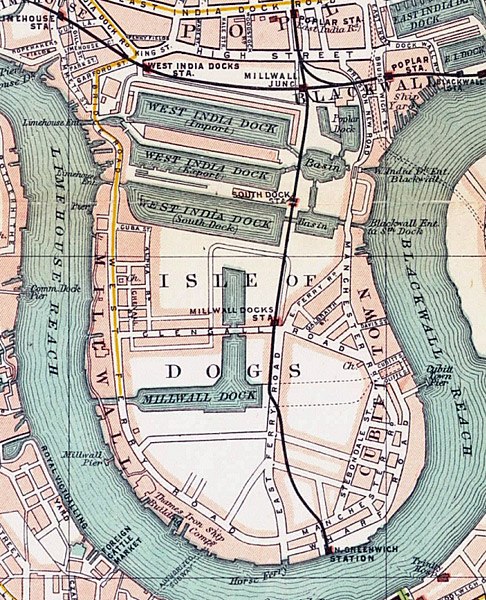
Mapa de Isle of Dogs de 1899.

La urbanización de la Isla tuvo lugar en el siglo XIX después de la construcción de West India Docks, que abrió sus puertas en 1802. Fue el área de mayor éxito de ese período, cuando se convirtió en un importante centro de comercio. La East India Docks Posteriormente, se abrió en 1806, seguido por el Millwall Dock en 1868.
Los tres sistemas portuarios se unificaron en 1909, cuando la Autoridad Portuaria de Londres se hizo con el control de los muelles. En los muelles se extiende a través de este a oeste con esclusas en cada extremo, la isla, una vez más, ahora podría casi ser descrito como una verdadera isla.
Trabajadores portuarios asentados en la "isla" como los muelles crecieron en importancia, y por 1901, 21000 personas vivían allí, depende en gran medida del comercio fluvial en la Isla, así como en Greenwich Deptford y otro lado del río al sur y al oeste. La isla fue conectado con el resto de Londres por el Blackwall de ferrocarril, inaugurado en 1840 y ampliado progresivamente después. En 1902, el ferry de Greenwich fue sustituido por la construcción del túnel de Greenwich pie, y la isla de los jardines del parque fue establecido en 1895 proporcionar opiniones al otro lado del río.
Durante la Segunda Guerra Mundial, los muelles fueron un objetivo clave para el ataque y fueron fuertemente bombardeada. Un número importante de civiles murieron en el bombardeo y la destrucción fue causada en el terreno, con muchos almacenes estaban totalmente destruidos y gran parte el sistema fue puesto fuera de servicio por un largo periodo.
Después de la guerra, los muelles experimentó un breve resurgimiento e incluso se actualizó en 1967. Sin embargo, con la llegada de contenedores, que los muelles no podían manejar, que se convirtió en obsoletos poco después. Los muelles cerrados progresivamente durante la década de 1970 se abandonó la zona en un grave deterioro, con grandes zonas abandonadas y en ruinas.
Pero más tarde Londres creció tanto que tenía que expandirse hacia algún lugar así que reconstruyeron la zona alrededor de la isla y en la misma hoy en día es uno de los distritos más modernos de Londres.

## En la cultura popular
La isla ha aparecido muchas películas taquilleras, incluida la apertura escenas de la película de James Bond The World Is Not Enough, y, más recientemente, Batman Begins, El jardinero fiel, Harry Potter y la Orden del Fénix y Realmente Amor. En los años 1960 y 1970 fue utilizado en muchas películas británicas mientras que un grupo trabajaba en el puerto.
En la película 28 Weeks Later, la Isla de los Perros es el escenario principal de la película, al ser la única zona que no está en cuarentena y segura en toda Gran Bretaña, adecuada para la repoblación después de una infección masiva.